# Torre de San Julián (Tudela)
La Torre de San Julián, o del Campo de San Julián, era una atalaya de Tudela (Navarra) que estaba situada en frente de la actual Ermita de Santa Quiteria, en los Montes de San Julián (actualmente de Santa Quiteria). Pudo estar ubicada donde hasta no hace mucho tiempo se podían ver restos de unas ruinas, hoy cubiertas entre unos pinares.

## Descripción
Según cuentan las crónicas, la torre era muy alta y aparentaba ser de tierra, aunque su interior era de piedra de sillería.

## Historia y cronología de construcción
Ha sido tradicionalmente considerada de época musulmana, en concreto del siglo IX por mediación Amrùs ben Yusuf durante la fortificación de  Tudela. No obstante, últimamente se tiende a considerar que tiene un origen cristiano, probablemente del siglo XIII, por su situación hacia el sur. Díaz Bravo conoció la torre, y gracias a él hay constancia de cual era su apariencia. Se derribó a mediados del siglo XVIII, para construir un almacén de pólvora.